# خانه کبری ضربت
خانه کبری ضربت مربوط به دوره قاجار است و در شیراز، خیابان لطفعلی خان زند، کوچه روشن، پ ۳۷ واقع شده و این اثر در تاریخ ۱۰ خرداد ۱۳۸۲ با شمارهٔ ثبت ۸۶۷۲ به‌عنوان یکی از آثار ملی ایران به ثبت رسیده است.